# E.S.T. Live '95
E.S.T. Live '95 è un album live degli E.S.T., pubblicato nel 1995 dalla ACT. Una parte dei brani sono tratti dal primo album When Everyone Has Gone pubblicato nel 1993, mentre altri sono inediti. Non è tratto da un singolo concerto, ma da più concerti, svoltisi in varie cittadine svedesi. In Svezia, è stato pubblicato originariamente con il titolo Mr. & Mrs. Handkerchief. Nella ristampa del 2003 è stata inserita una traccia bonus: Dodge The Dodo, tratta da un live In Montreux del 1999.

## Brani
1. "Say Hello To Mr. D (to Mr. S)"  (Mölndal - 13/03/95) - 9:12
2. "The Rube Thing"  (Nyköping - 14/03/95) - 5:28
3. "Happy Heads And Crazy Feds" (Jönköping - 15/03/95) - 5:20
4. "The Day After (leaving)" (Mölndal - 16/03/95) - 4:39
5. "Like Wash It Or Something" (Uppsala - 11/03/95) - 8:57
6. "Breadbasket" (Arhus - 15/07/95) - 5:06
7. "What Did You Buy Today" (Jönköping - 15/03/95) - 3:10
8. "Hymn Of The River Brown" (Mölndal - 16/03/95) - 5:13
9. "Same As Before" (Västerås - 20/03/95) - 6:25
10. "Mr & Mrs Hankerchief" (Jönköping - 15/03/95) - 7:16
11. "Dodge The Dodo" (Montreux - 1999) - 10:02

## Formazione
- Esbjörn Svensson - pianoforte
- Dan Berglund - contrabbasso
- Magnus Öström - batteria